# Genoa Cricket and Football Club
Maillots
Actualités
Le Genoa Cricket and Football Club, abrégée en Genoa CFC ou plus communément Genoa est un club italien de football basé à Gênes fondé en 1893.
Le Genoa CFC évolue en Serie A depuis son accession parmi l'élite lors de la saison 2007-2008, relégué en Serie B en 2022 il retrouve la Serie A après un an.

## Histoire du club

### Débuts du club et premiers succès

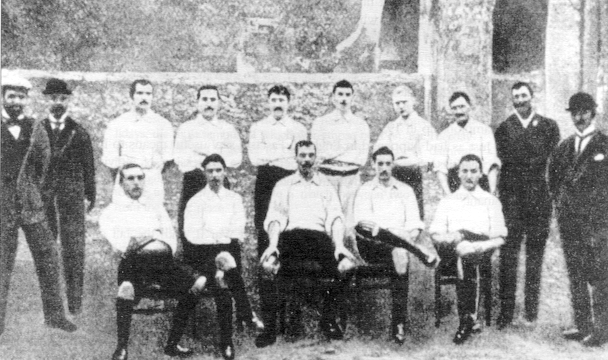
L'équipe du Genoa en 1899. 1er rang de G. à D.: Ghigliotti, De Galleani, Spensley, Edoardo Pasteur, Leaver. 2me rang de G. à D.: Enrico Pasteur, Passadoro, Arkless, Dapples, Deteindre, Agar.

Le club est fondé à Gênes le 7 septembre 1893 sous le nom de Genoa Cricket and Athletic Club par des hommes d'affaires britanniques sous la formule de « Club sportif britannique à l'étranger », dont l'adhésion était réservée aux seuls sujets britanniques. Le médecin anglais James Spensley en fut le premier entraîneur.
Le club porte le nom de Genoa Cricket and Athletic Club jusqu'au 2 janvier 1899 date à laquelle il devient la Genoa Cricket and Football Club. En 1907, le club est contraint de quitter l'ancien Terrain sportif di Ponte Carrega car il est décidé que la zone soit destinée au développement industriel de la ville (un gazomètre est finalement construit à la place du terrain de jeu). Le joueur, entraîneur et homme d'affaires associé aux Rossoblu Vieri Arnaldo Goetzlof est alors chargé de trouver un emplacement approprié pour construire une nouvelle installation sportive, ce qu'il a fait en acquérant à ses frais le 1er juillet 1907 un terrain dans le quartier de San Gottardo, dans le district de Staglieno,. Le nouveau Terrain sportif de San Gottardo est inauguré le 8 décembre 1907.
L'installation, trop petite pour les besoins du club, est remplacée à partir du 22 janvier 1911 par le Campo di Marassi, futur Stade Luigi-Ferraris.
Le club change son nom en « Genova 1893 Circolo del Calcio » en 1930 (selon le très sérieux annuaire Almanacco Illustrato del Calcio - en 1928 selon d'autres sources, dont le site internet du club) à la suite de la montée du fascisme en Italie.
Le club retrouve son nom habituel, Genoa Cricket and Foot-Ball Club, à la fin de la guerre en 1945.
Les Rossoblu ont remporté neuf titres de champion d'Italie lors du premier quart du XXe siècle, ces championnats se disputaient en une journée seulement parmi quatre ou cinq clubs, pour petit à petit commencer à compter de plus nombreuses formations. L'année 1922-1923 voit La Genoa CFC gagner le Scudetto avec 34 matches sans une seule défaite. La Genoa CFC a également remporté une coupe d'Italie en 1937.

### Perte de régime

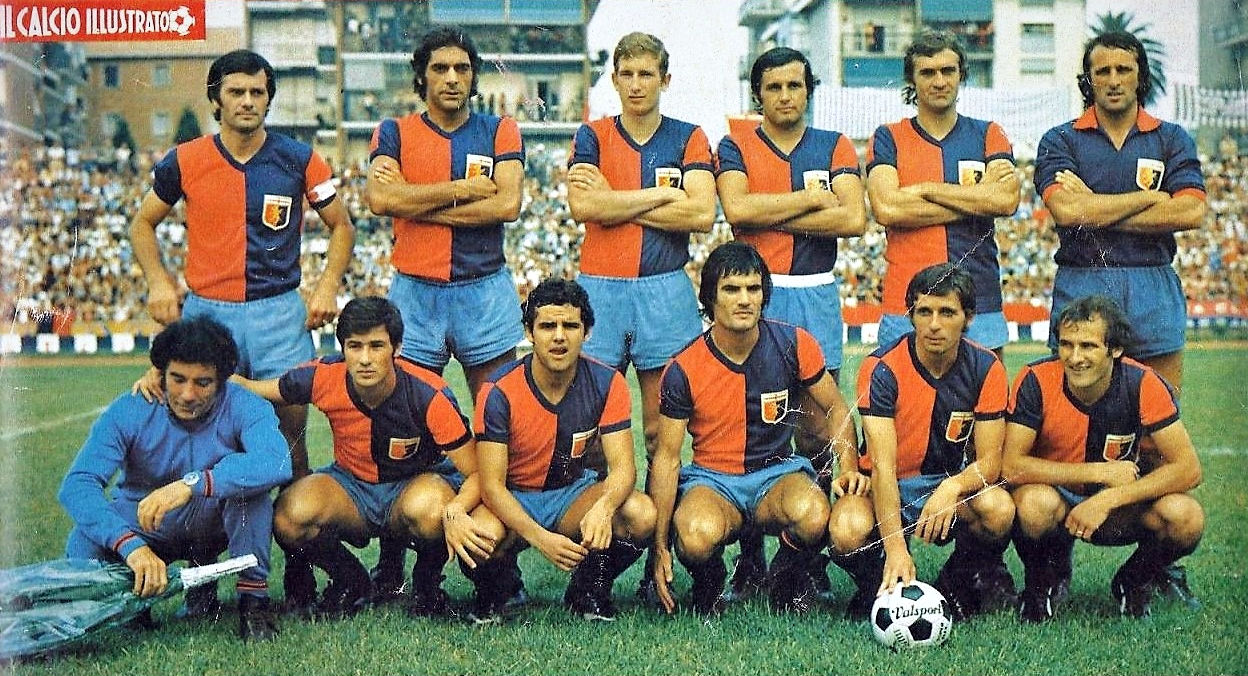
L'équipe du Genoa en la saison 1972-1973

À partir de cette date, la Genoa domine de moins en moins le football italien et manque à chaque fois de peu le dixième titre de champion qui donnerait la stella (l'étoile) sur le maillot, ce que la Gradinata Nord (fief des supporters les plus chauds du Genoa CFC) réclame à chaque match.
La Genoa CFC perdra de sa superbe malgré de grands évènements sportifs comme la première victoire d'un club italien en Angleterre (en 1992), victoire contre Liverpool 1-2 et qualification pour les quarts de finale de la Coupe UEFA, avant d'être sorti par le grand Ajax. Néanmoins, le peuple génois s'est toujours identifié avec force à cette formation footballistique mis en regard avec l'autre club de l'agglomération, fondé, refondé, jumelé avec d'autres qu'est l'Andrea Doria. Un amour incroyable porte les supporters du "Griffon" au point que l'on parle dans la ville de Genoanità comme une manière de vivre.

### La relégation administrative
Au terme de la saison 2004-2005 de Serie B, la Genoa croit avoir acquis sa place en Serie A après avoir remporté le championnat. 
Or, le 8 août 2005, le club est rétrogradé administrativement en Serie C1. En effet, sa victoire 3-2 contre Venezia lors du dernier match de l'année est soupçonnée de fraude alors que la montée est acquise et le Venezia Calcio d'ores et déjà relégué en Serie C1. Le club génois voit partir du même coup plusieurs joueurs excellents dont la pépite que l'on connaît, Diego Milito. Carraro, infame pourra-t-on lire encore pendant longtemps dans les travées du Stade Luigi Ferraris, ou comment la politique réussit à se mêler publiquement du sport.
Ce n'est pas le premier coup d'arrêt pour la Genoa CFC mais la società et les tifosi en ont vu d'autres et le "Griffon" remonte coup sur coup en Serie B puis en Serie A.

### Retour en Serie A

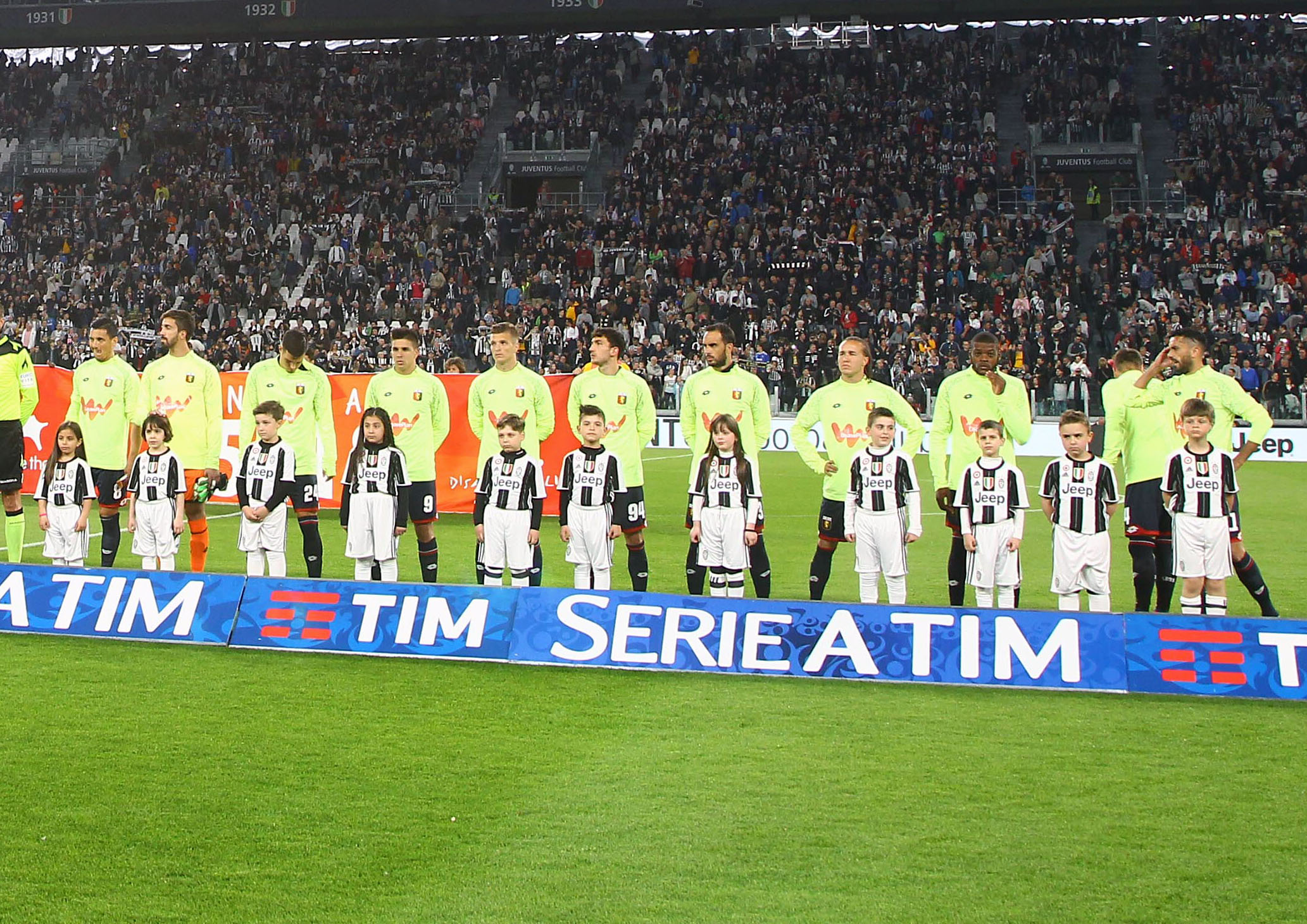
L'équipe du Genoa en la saison 2016-2017

En 2007, la Genoa remonte en Serie A et se qualifie pour la Ligue Europa lors de la saison 2008-2009 en terminant cinquième, aidé notamment par le retour de Diego Milito qui inscrit 24 buts en championnat et termine deuxième meilleur buteur. Le club s'installera en Serie A jusqu'en 2022 l'année de sa relégation en Serie B, il ne séjournera qu'une saison au deuxième niveau et retrouve l'élite après la saison 2022-2023 malgré une pénalité de un point.

## Palmarès
| Compétitions nationales | Compétitions internationales |
| Championnat d'Italie : (9) - Champion : 1898, 1899, 1900, 1902, 1903, 1904, 1915, 1923, 1924. - Finaliste : 1901; 1905, 1913, 1914, 1922; 1925, 1928, 1930. Coupe d'Italie : (1) - Vainqueur : 1937. - Finaliste : 1940. Championnat d'Italie de deuxième division : (6) - Champion : 1935, 1953, 1962, 1973, 1976, 1989. - Finaliste : 1981. - Promu : 2007. Championnat d'Italie de troisième division : (1) - Champion : 1971. - Finaliste : 2006. Palla Dapples : (13) - Vainqueur : 1909. | Coupe Mitropa : - Finaliste : 1990. Coppa delle Alpi : (2) - Vainqueur : 1962, 1964. Coupe anglo-italienne : (1) - Vainqueur : 1996. Coupe de l'UEFA : - Demi-finaliste : 1992. |

## Identité du club

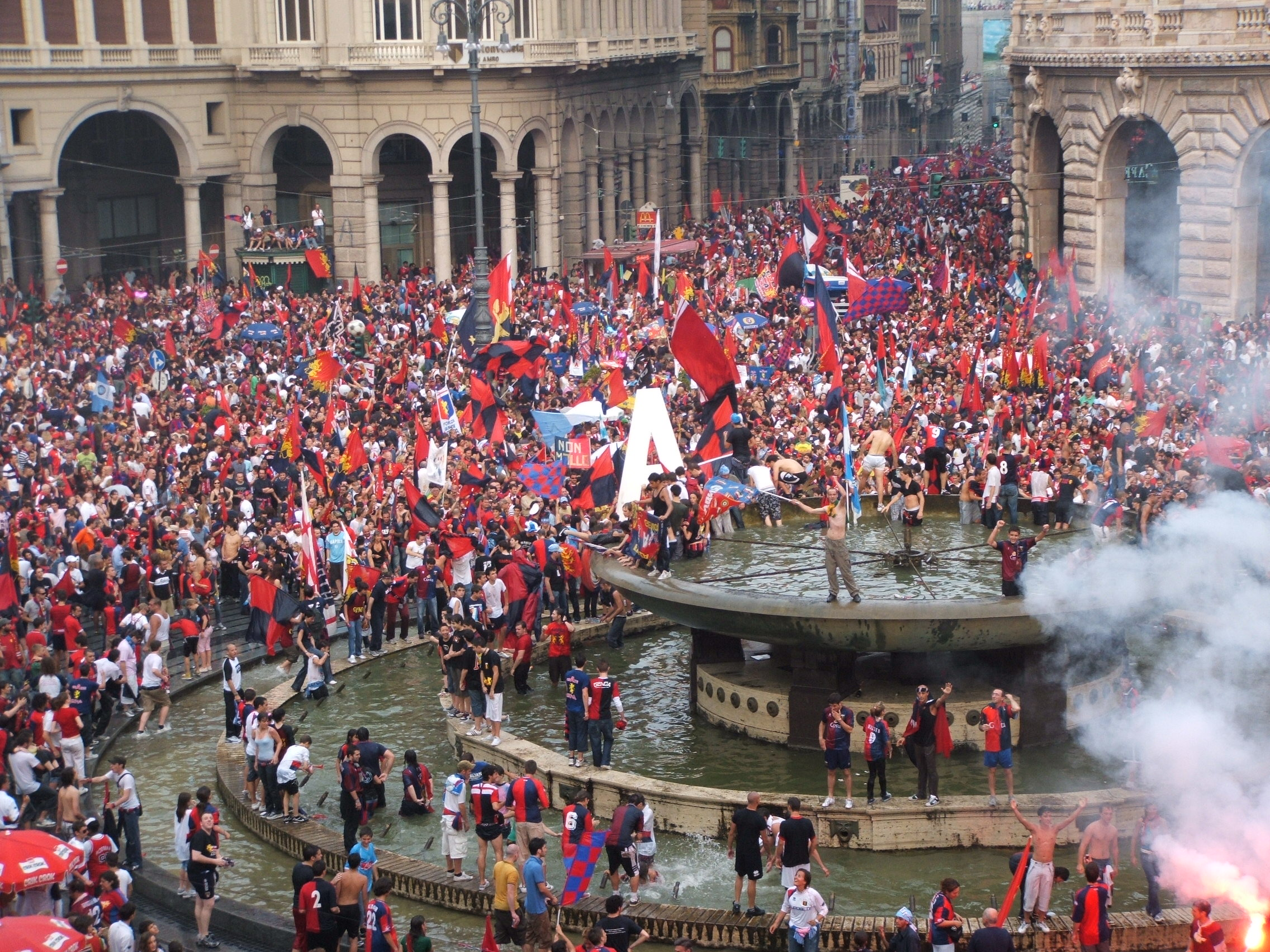
Les Tifosi du Genoa en 2007, fêtant le retour du club en Serie A.

### Stade
Le club a connu différents stade au fil de son histoire. Son tout premier terrain de jeu est la Piazza d'Armi del Campasso entre 1893 et 1897, avant de s'installer durant les 10 années suivantes au Terrain sportif de Ponte Carrega. Entre 1907 et 1911, le club joue ses matchs à domicile au Terrain sportif de San Gottardo.
En 1911 (et ce malgré une courte période en 1914 où il joue brièvement au Stadium), il s'installe définitivement au Stade Luigi-Ferraris qu'il occupe encore actuellement.
Les équipes de jeunes du club évoluent au Stade La Sciorba.

### Changements de nom
- 1893-1899 : Genoa Cricket and Athletic Club
- 1899-1928 : Genoa Cricket and Football Club
- 1928-1935 : Genova 1893 Circolo del Calcio
- 1935-1945 : Associazione Calcio Genova 1893
- 1945-1967 : Genoa Cricket and Football Club
- 1967-1998 : Genoa 1893
- 1998- : Genoa Cricket and Football Club

### Logos

Logo de 1998 à 2022.
Logo depuis 2022.

## Joueurs et personnalités du club

### Présidents
Le tableau suivant présente la liste des présidents du club depuis 1893.
| Rang | Nom                       | Période   |
| ---- | ------------------------- | --------- |
| 1    | Charles De Grave Sells    | 1893-1897 |
| 2    | Hermann Bauer             | 1897-1899 |
| 3    | George Fawcus             | 1899-1904 |
| 4    | Edoardo Pasteur           | 1904-1909 |
| 5    | Vieri Arnaldo Goetzlof    | 1909-1910 |
| 6    | Edoardo Pasteur           | 1910-1911 |
| 7    | Luigi Aicardi             | 1911-1913 |
| 8    | George Davidson           | 1913-1920 |
| 9    | Guido Sanguineti          | 1920-1926 |
| 10   | Vincent Ardissone         | 1926-1933 |
| 11   | Alessandro Tarabini       | 1933-1934 |
| 12   | Alfredo Costa             | 1934-1936 |
| 13   | Juan Culiolo              | 1936-1941 |
| 14   | Giovanni Battista Bertoni | 1941-1942 |

| Rang | Nom                       | Période   |
| ---- | ------------------------- | --------- |
| 15   | Giovanni Gavarone         | 1942-1943 |
| 16   | Giovanni Battista Bertoni | 1943-1944 |
| 17   | Aldo Mairano              | 1944-1945 |
| 18   | Antonio Lorenzo           | 1945-1946 |
| 19   | Edoardo Pasteur           | 1946      |
| 20   | Giovanni Peragallo        | 1946      |
| 21   | Massimo Poggi             | 1946-1950 |
| 22   | Aldo Mairano              | 1950-1951 |
| 23   | Ernesto Cauvin            | 1951-1953 |
| 24   | Ugo Valperga              | 1953-1954 |
| 25   | Comité de Présidence      | 1954-1958 |
| 26   | Fausto Gadolla            | 1958-1960 |
| 27   | Comité de Présidence      | 1960-1963 |
| 28   | Edoardo Garrone           | 1963      |

| Rang | Nom               | Période   |
| ---- | ----------------- | --------- |
| 29   | Giacomo Berrino   | 1963-1966 |
| 30   | Ugo Maria Failla  | 1966-1967 |
| 31   | Renzo Fossati     | 1967-1970 |
| 32   | Virgilio Bazzani  | 1970      |
| 33   | Angelo Tongiani   | 1970-1971 |
| 34   | Gianni Meneghini  | 1971-1972 |
| 35   | Giacomo Berrino   | 1972-1974 |
| 36   | Renzo Fossati     | 1974-1985 |
| 37   | Aldo Spinelli     | 1985-1997 |
| 38   | Massimo Mauro     | 1997-1999 |
| 39   | Gianni Scerni     | 1999-2001 |
| 40   | Luigi Dalla Costa | 2001-2003 |
| 41   | Stefano Campoccia | 2003      |
| 42   | Enrico Preziosi   | 2003-0000 |

### Entraîneurs
| - 1893-1907 : James Spensley - 1907-1912 : commission technique - 1912-1927 : William Garbutt - 1927-1930 : Renzo De Vecchi - 1930-1931 : Géza Székány - 1931-1932 : Luigi Burlando et Guillermo Stábile - 1932-1933 : Karl Rumbold - 1933-1934 : József Nagy - 1934-1935 : Vittorio Faroppa - 1935-1936 : György Orth - 1936-1937 : Hermann Felsner - 1937-1939 : William Garbutt - 1939-1940 : Ottavio Barbieri et William Garbutt - 1940-1941 : Ottavio Barbieri - 1941-1943 : Guido Ara - 1943-1945 : - - 1945-1946 : Ottavio Barbieri - 1946-1948 : William Garbutt - 1948-1949 : Federico Allasio - 1949-1950 : Sir John David Astley - 1950-1951 : Manlio Bacigalupo - 1951-1952 : Imre Senkey - 1952-1953 : Giacinto Ellena - 1953-1955 : György Sárosi - 1955-1958 : Renzo Magli - 1958-1959 : Annibale Frossi - 1959-1960 : Antonio Busini et Gino Poggi - 1960-1961 : Annibale Frossi - 1961-1963 : Renato Gei - 1963-1964 : Benjamín Santos - 1964-1965 : Paulo Amaral - 1965-1966 : Luigi Bonizzoni - 1966-1967 : Giorgio Ghezzi - 1967-1968 : Livio Fongaro - 1968-1969 : Aldo Campatelli - 1969-1970 : Franco Viviani puis Aredio Gimona | - 1970-1974 : Arturo Silvestri - 1974-1975 : Guido Vincenzi - 1975-1978 : Gigi Simoni - 1978-1979 : Pietro Maroso - 1979-1980 : Gianni Di Marzio - 1980-1984 : Gigi Simoni - 1984-1986 : Tarcisio Burgnich - 1986-1987 : Attilio Perotti - 1987-1988 : Gigi Simoni - 1988-1990 : Franco Scoglio - 1990-1992 : Osvaldo Bagnoli - 1992-1993 : Bruno Giorgi - 1993 : Luigi Maifredi - 1993 : Claudio Maselli - 1993-1994 : Franco Scoglio - 1994-1995 : Franco Scoglio et Claudio Maselli - 1995-1996 : Luigi Radice - 1996 : Gaetano Salvemini - 1996-1997 : Claudio Maselli - 1997-1998 : Tarcisio Burgnich - 1998 : Claudio Maselli - 1998-1999 : Giuseppe Pillon - 1999 : Bruno Bolchi - 1999-2000 : Delio Rossi - 2000 : Bruno Bolchi - 2000 : Guido Carboni - 2000-2001 : Alfredo Magni - 2001 : Bruno Bolchi - 2001 : Claudio Onofri - 2001-2002 : Franco Scoglio - 2002 : Edy Reja - 2002 : Claudio Onofri - 2002-2003 : Vincenzo Torrente - 2003 : Rino Lavezzini - 2003-2004 : Roberto Donadoni - 2004 : Luigi De Canio - 2004-2005 : Serse Cosmi | - 2005 : Francesco Guidolin - 2005-2006 : Giovanni Vavassori - 2006-nov. 2010 : Gian Piero Gasperini - nov. 2010-mai 2011 : Davide Ballardini - mai 2011-déc. 2011 : Alberto Malesani - déc. 2011-avril 2012 : Pasquale Marino - avr. 2012 : Alberto Malesani - avr. 2012-oct. 2012 : Luigi De Canio - oct. 2012-jan. 2013 : Luigi Delneri - jan. 2013-2013 : Davide Ballardini - 2013-sep. 2013 : Fabio Liverani - sep. 2013-2016 : Gian Piero Gasperini - juin 2016-fév. 2017 : Ivan Juric - fév. 2017-avr. 2017 : Andrea Mandorlini - avr. 2017-oct. 2017 : Ivan Jurić - nov. 2017-oct. 2018 : Davide Ballardini - oct. 2018-déc. 2018 : Ivan Juric - déc. 2018-juin 2019 : Cesare Prandelli - juin. 2019-oct. 2019 : Aurelio Andreazzoli - oct. 2019-déc. 2019 : Thiago Motta - déc. 2019-août 2020 : Davide Nicola - août 2020-déc. 2020 : Rolando Maran - déc. 2020-nov. 2021 : Davide Ballardini - nov. 2021-jan. 2022 : Andriy Chevtchenko - jan. 2022-déc. 2022 : Alexander Blessin - déc. 2022-nov. 2024 : Alberto Gilardino - nov. 2024- : Patrick Vieira |

### Effectif professionnel actuel
Le premier tableau liste l'effectif professionnel du Genoa CFC pour la saison 2025-2026. Le second recense les prêts effectués par le club lors de cette même saison.
En grisé, les sélections de joueurs internationaux chez les jeunes mais n'ayant jamais été appelés aux échelons supérieurs une fois l'âge-limite dépassé
ou les joueurs ayant pris leur retraite internationale.

### Joueurs emblématiques
- Fosco Becattini
- Andrea Bertolacci
- Marco Borriello
- Fulvio Collovati
- Domenico Criscito
- Stefano Eranio
- Ciro Immobile
- Vincenzo Montella
- Thiago Motta
- Mattia Perin
- Roberto Pruzzo
- Marco Rossi
- Gennaro Ruotolo
- Giuseppe Sculli
- Houssine Kharja
- Diego Milito
- Rodrigo Palacio
- Michaël Goossens
- René Vandereycken
- Anthony Vanden Borre
- Aldair
- Rafinha
- Ivan Jurić
- Iago Falque
- Sébastien Frey

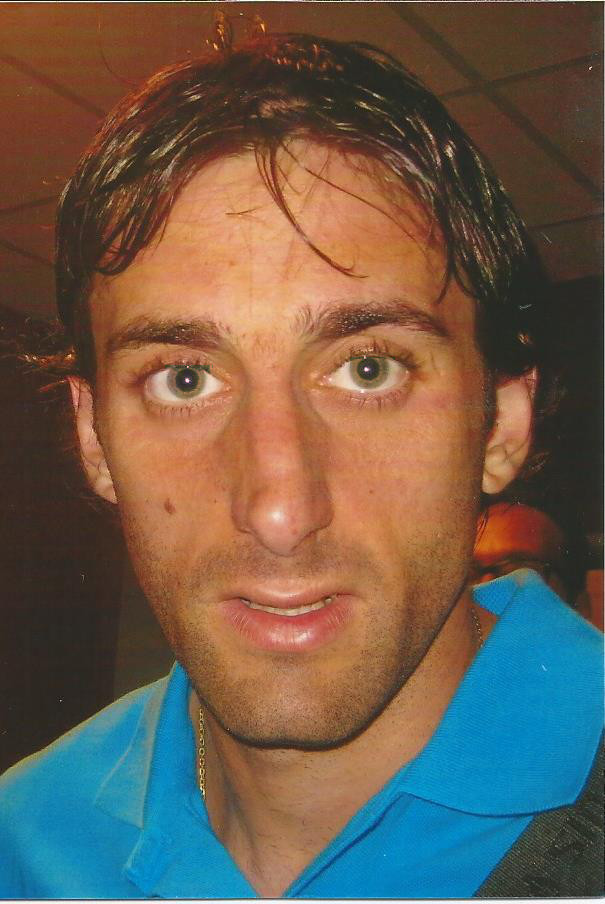
Diego Milito

- Sokrátis Papastathópoulos
- Lajos Détári
- Goran Pandev
- Kazuyoshi Miura
- Kevin Strootman
- Dan Petrescu
- M'Baye Niang
- Darko Lazović
- Bror Mellberg
- Valon Behrami
- Serge Gakpé
- Carlos Aguilera
- Diego Laxalt
- Rubén Paz